# TARDIS
 (décembre 2020).
- Si vous ne connaissez pas le sujet, laissez ce bandeau (vous pouvez alors contacter les auteurs).
- Si vous supprimez le contenu mis en cause (vous pouvez préalablement contacter les auteurs),

argumentez précisément cette suppression dans la page de discussion
(un manque de référence n'est pas un argument ; une recherche réelle de référence doit avoir été effectuée, être formellement documentée).
Ne doit pas être confondu avec DRADIS.

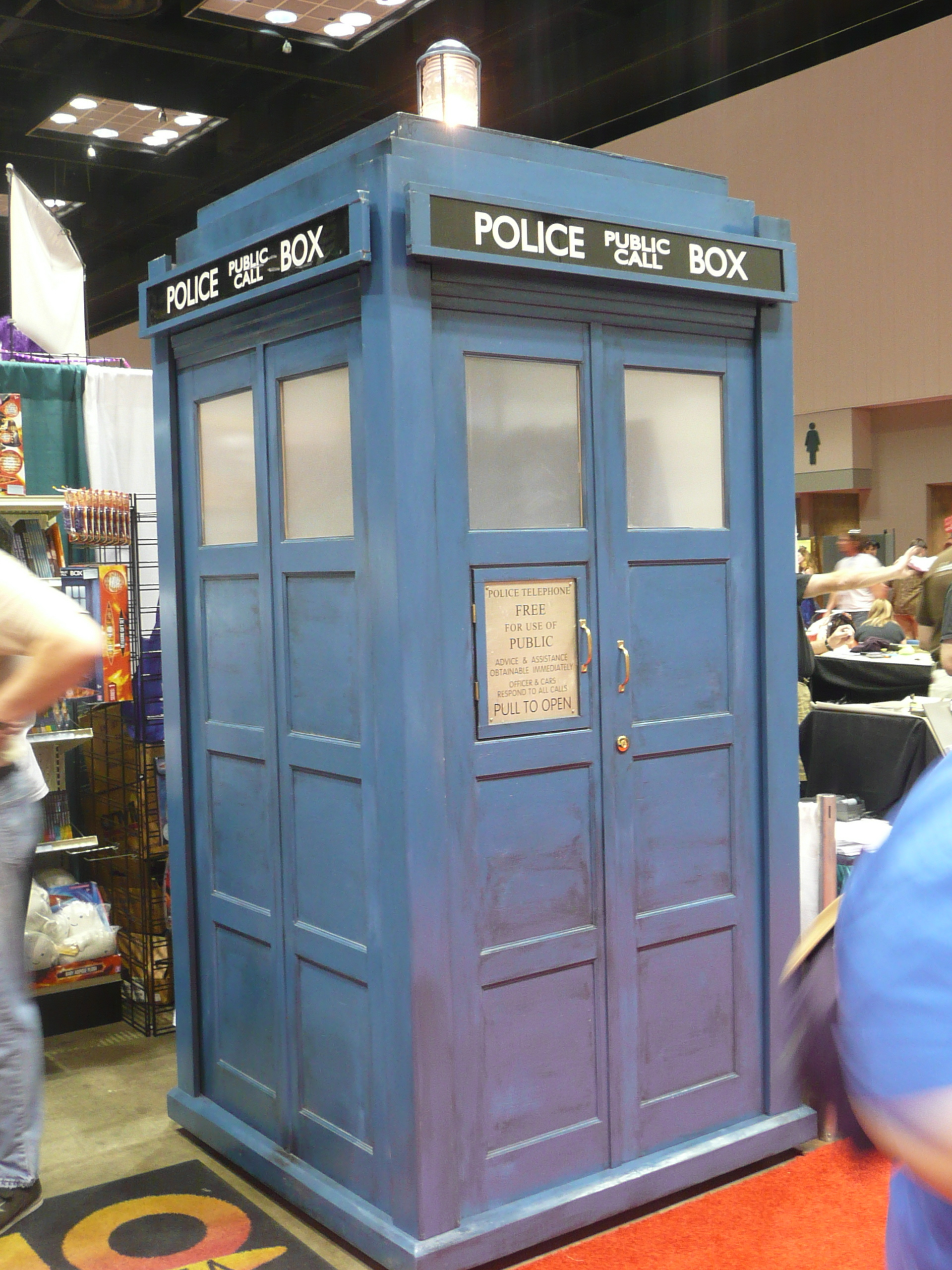
Le TARDIS à la Gen Con 2009.

Le TARDIS est une machine à voyager dans l'espace et le temps de la série britannique de science-fiction Doctor Who. Son nom est l'acronyme de Time And Relative Dimension In Space (Temps À Relativité Dimensionnelle Inter-Spatiale). Son code de fabrication est Type 40 Mark III ; Pour les Seigneurs du Temps, c'est une capsule temporelle complètement obsolète, d'où le running gag dans la série à ce sujet.
Même si le mot « TARDIS » correspond au départ à un type de véhicule, le TARDIS du Docteur est en général nommé comme « le » TARDIS ou, dans les premières saisons de l'ancienne série, comme « le vaisseau ». Le TARDIS a toujours été un élément central de la série, car il est à la base de l'un des trois grands piliers de celle-ci : le voyage dans le temps et l'espace. Les deux autres piliers étant le Docteur lui-même et les créatures extra-terrestres.
Doctor Who est devenu tellement populaire au Royaume-Uni (la série fait partie de la culture populaire), qu'une cabine bleue est aujourd'hui plus associée au TARDIS qu'à une cabine de police. De même, le mot « TARDIS » est utilisé pour définir un objet plus grand à l'intérieur qu'à l'extérieur,. Le nom TARDIS est une marque réservée de la British Broadcasting Corporation (également appelée BBC).

## Création
Le TARDIS n'est pas à proprement parler une « machine » : il contient une grande quantité de composants mécaniques et électroniques, mais une partie est vivante. Il est donc comparable sous certains angles à certaines races hybrides (mi-vivantes, mi-mécaniques) de la série (Cybermen, Daleks…). Ses parties mécaniques peuvent avoir des pannes, et sont réparables. Ses éléments « vitaux » peuvent tomber malades, ou être contaminés par des infections, et doivent être « soignés ». Le TARDIS se nourrit de plusieurs formes d'énergie, et en consomme certaines lors des déplacements ; il doit donc parfois être rechargé (voir L'Explosion de Cardiff).
On apprend dans une scène coupée de La fin du voyage que les pousses de Tardis prennent des milliers d'années pour pousser entièrement, qu'elles sont protégées par une coquille de « plasma » et qu'elles ressemblent à des petits cactus de couleur jaunâtre, que l'on peut faire grandir 59 fois plus vite grâce à un système de nourriture énergétique à fournir à la plante.
La composante vivante du TARDIS est élevée sur la planète originaire du Docteur, Gallifrey, et ne peut pas être clonée, ni répliquée. Après le verrouillage temporel (Timelock) de cette planète durant la Guerre du Temps, la mise en service de nouveaux TARDIS est devenue impossible. Durant le quatrième épisode de la sixième saison, le Docteur réussit à en construire un à partir de pièces détachées, aidé en cela par l'âme du TARDIS, réincarnée dans le corps d'une jeune femme, Idris.

## Le TARDIS dans la série classique
La série originelle voit apparaître d'autres sortes de TARDIS, tel celui piloté par le Moine fou dans The Time Meddler ou les SIDRAT créés par le chef de Guerre dans l'épisode The War Games. L'acronyme SIDRAT est celui de TARDIS à l'envers mais peut se prononcer side rat (le rat partisan) ce qui en fait un jeu de mots. Leur bruitage est celui du TARDIS de façon inversée et leur durée de vie est assez minime.
Durant les septième, huitième et neuvième saisons de la série, le Docteur incarné par Jon Pertwee a été exilé sur Terre par les Seigneurs du Temps qui ont modifié le code de dématérialisation du TARDIS, empêchant ainsi le Docteur de s'en servir. Le TARDIS disparaît alors temporairement de la série, même si son intérieur est encore montré à l'écran.

## Caractéristiques et description
Produit de la technologie des Seigneurs du Temps, un TARDIS bien entretenu et piloté peut transporter ses occupants en un point quelconque dans le temps et dans l'espace. Dans Shada, le professeur Chronotis affirme que le Mark III type 40 était le premier quand il était enfant.

### Apparences et contenu
L'apparence dans la série est celle d'une cabine de police. Technologiquement, un TARDIS est capable de changer son apparence. Par exemple, dans The keeper of Traken (1981), le Maître pilote un TARDIS déguisé en statue, puis en horloge (fin de la part. 4). Dans l'épisode suivant, Logopolis (1981), le TARDIS du Maître imite l'apparence de celui du Docteur (part. 1), puis se change en arbuste décoratif (part. 2) et enfin en colonne antique (part. 2-4).
Le TARDIS est plus grand à l'intérieur qu'à l'extérieur : c'est le secret des Seigneurs du Temps, par compression des dimensions. Le Docteur dit que le TARDIS a une taille infinie (en effet, le TARDIS peut créer des pièces à volonté à partir du vide).
L'extérieur du TARDIS peut se camoufler en fonction de l'environnement extérieur de l'endroit où il se trouve (de façon à ne pas être repéré), grâce au circuit Caméléon. Le circuit Caméléon ne fait pas que changer l'apparence du TARDIS, il transforme réellement l'extérieur. Ainsi, le TARDIS tel qu'il est à l'extérieur est en bois, mais possède toujours des capacités de résistance extraordinaires. Il est fait plusieurs fois allusion au fait que le Docteur pilote un TARDIS obsolète et qu'il l'a volé (par exemple dans l'épisode La Pandorica s'ouvre, deuxième partie).  Dans L'Âme du TARDIS inversement, le TARDIS lui, dit qu'il a volé le Docteur pour parcourir l'Univers.
Le TARDIS du Docteur a été endommagé lors d'une dématérialisation de celui-ci vers la préhistoire. Il devait se changer en caillou, mais le Docteur fut surpris de voir qu'il est resté sous sa forme de cabine de Police anglaise, ce qui fait qu'il conserve perpétuellement l'apparence d'une cabine de police britannique, courante en 1950 dans les rues de Londres et des grandes villes depuis An Unearthly Child, le premier épisode de la série. Ces cabines servaient aux agents de police ou au public afin d'appeler le central grâce au téléphone dans un petit espace dans la porte, à se réfugier/se protéger, mais également comme cellule temporaire. La lampe sur le dessus clignotait pour prévenir les agents qu'il y avait un appel entrant.
Malgré cela, chaque interprète du Docteur utilisait dans ses tournages une cabine légèrement différente (dont aucune n'est strictement identique à la cabine de police originale), alors que ce n'est pas censé être possible. Les petites différences des cabines utilisées dans les tournages restèrent donc une incohérence jusqu'à l'épisode Attack of the Cybermen, dans lequel le sixième Docteur réussit enfin à réparer le circuit Caméléon. Le TARDIS apparaît sous diverses formes dans cet épisode jusqu'à finalement revenir à son apparence habituelle de cabine de police. Le Docteur en conclut que c'est l'apparence que le TARDIS lui-même préfère et décida de ne plus toucher au circuit Caméléon. Cependant, celui-ci étant désormais réparé, cela permet de justifier les légères variations de l'apparence du TARDIS et l'autorise même à se rendre invisible, comme dans Day of the Moon et The End of Time.

#### L'intérieur du TARDIS
Le TARDIS est extensible à volonté et se compose d'un nombre incalculable de pièces et de salles réunies en ponts, en cales et en entrepôts.
Les saisons à partir de 2005 montrent presque exclusivement l'extérieur de la cabine bleue, et le poste de pilotage (mis à part L'Âme du TARDIS et Voyage au centre du TARDIS). Certaines pièces intérieures sont beaucoup plus grandes que le poste de pilotage (dans L'Invasion de Noël, on voit un vestiaire avec au moins 3 niveaux d'environ 3 m de haut chacun). Dans Le Prisonnier zéro, le Docteur parle également à Amelia Pond, une petite fille venue l’accueillir après son crash, d'une bibliothèque et d'une piscine (que l'on voit dans Voyage au centre du TARDIS). Cette dernière apparaît dans l'épisode The Invasion of Time (part. 1) de 1978 : un plan montre la compagne du Docteur, Leela, en train de s'ébattre dans la piscine du TARDIS. Dans La Marque noire, le Docteur mentionne également une cuisine, ainsi qu'au moins trois salles de bains (dans l'épisode The Invasion of Time - part. 6, 1978, il est fait mention d'une seule salle de bain). Dans l'épisode suivant, il est mentionné une chambre, une arrière-cuisine et « un 7e terrain de squash ». Dans Voyage au centre du TARDIS, on voit également furtivement apparaître un télescope géant dans une salle apparemment en forme de coupole, un observatoire s'y trouverait donc. Le TARDIS comprend aussi une suite VIP avec piscine, où le Docteur fait installer le Chancelier de Gallifrey au cours de l'épisode The Invasion of Time (part. 5 & 6) de 1978 ; dans le même épisode (part. 6), le Docteur traverse les salles de stockage 14-D et 23-A, mentionne l'existence d'un ascenseur, se rend à son atelier, traverse son infirmerie, se cache dans une serre. La 6e partie de The Invasion of Time est une vraie visite guidée du TARDIS : on visite même une centrale électrique auxiliaire camouflée en musée d'Art. Dans la 1re partie de The Creature from the Pit (1979), la Gallifreyenne Romana nettoie la cale no 4 du TARDIS : il y a donc au moins quatre cales à bord de la capsule spatio-temporelle. Dans la 1re partie de Logopolis (1981), une scène se déroule dans le cloître du TARDIS. Dans la 1re partie de Castrovalva (1982), le Docteur, en pleine régénération, cherche et trouve la Chambre Zéro (couleur gris-rose) afin de parfaire sa métamorphose. Dans Les Maris de River Song, le Docteur montre qu'il ne contrôle pas bien son TARDIS et qu'il n'en connaît pas tous les boutons. River lui fait remarquer narquoisement que le bouton censé faire démarrer les moteurs selon le Seigneur du Temps sert en fait à vider la benne du pont 5.
Dans Voyage au centre du TARDIS, le Docteur affirme que la taille du TARDIS est infinie. Certains plans montrent une taille par défaut de plusieurs kilomètres, mais pouvant évoluer en fonction des créations et destructions de salles. Il ressemble à un amas de salles sphériques disposés en cercles autour de la console, elle-même surplombant la matrice. Le cercle est délimité par un réseau de stabilisateur dimensionnel, ressemblant à des piliers.

Le TARDIS qui a l'apparence de la cabine bleue pèse quelques centaines de kilos : il ne peut pas être déplacé par un homme seul, mais il peut être déplacé sur un chariot à roulettes, ou par un lève-palette. Son poids est probablement lié à son apparence, et géré par le système Caméléon. Le Docteur annonce que le TARDIS pèse toujours moins que son poids normal car, s'il atterrissait sur Terre avec sa masse réelle, il "fracturerait la surface de la Terre". Au début de la série, le TARDIS devait effectivement changer d'apparence à chaque épisode (colonne romaine à Rome, pagode en Chine, etc.) car Doctor Who était une série éducative, mais les producteurs ont décidé pendant la période de pré-production de renoncer à cette idée, estimant que les coûts financiers engendrés par le changement d'apparence du TARDIS seraient bien trop élevés. Le système de camouflage tomba donc en panne dès le premier épisode de la série en 1963.

Galerie d'images représentant les salles de contrôle successives du TARDIS.
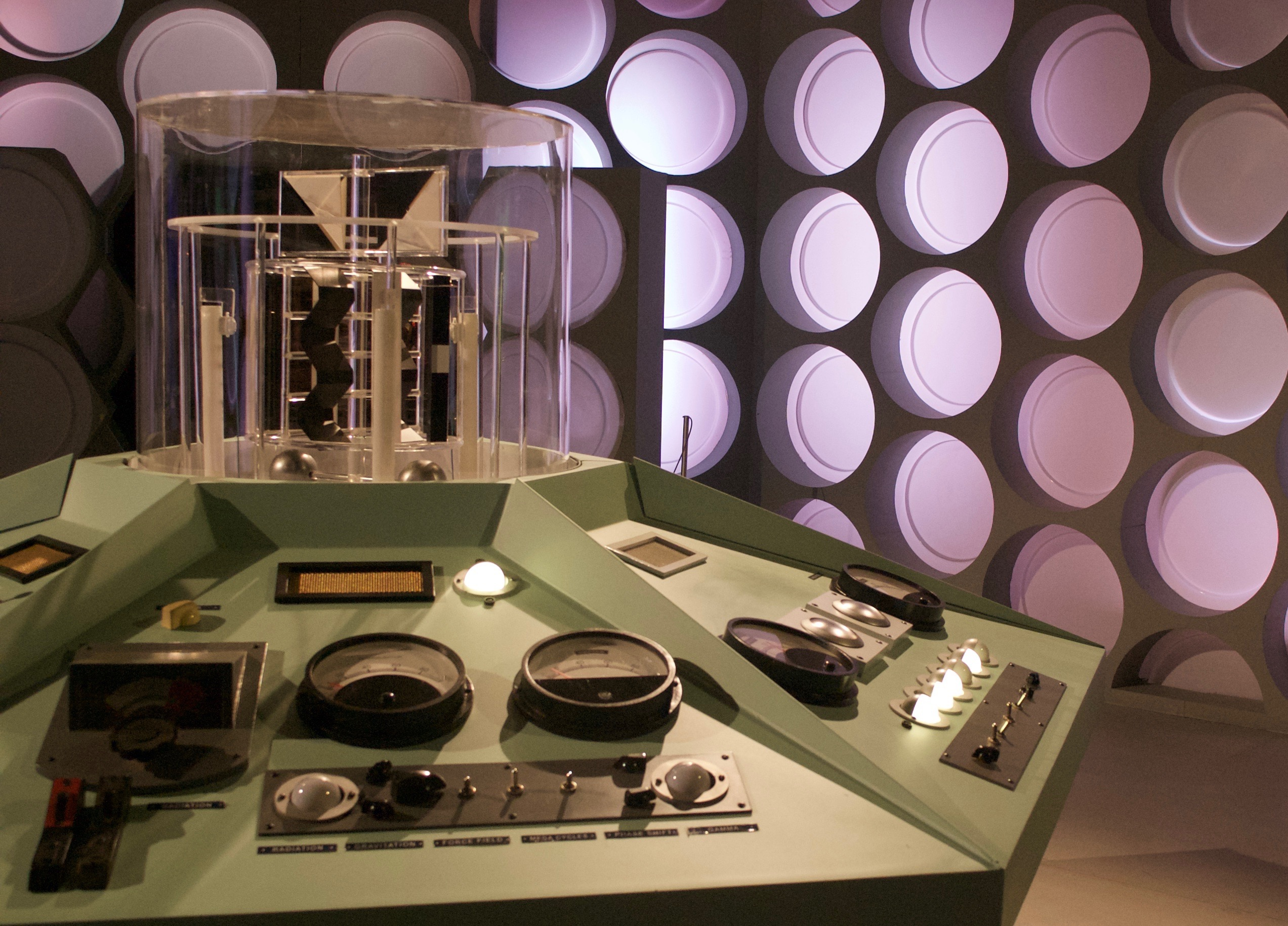
Console originale de la série classique
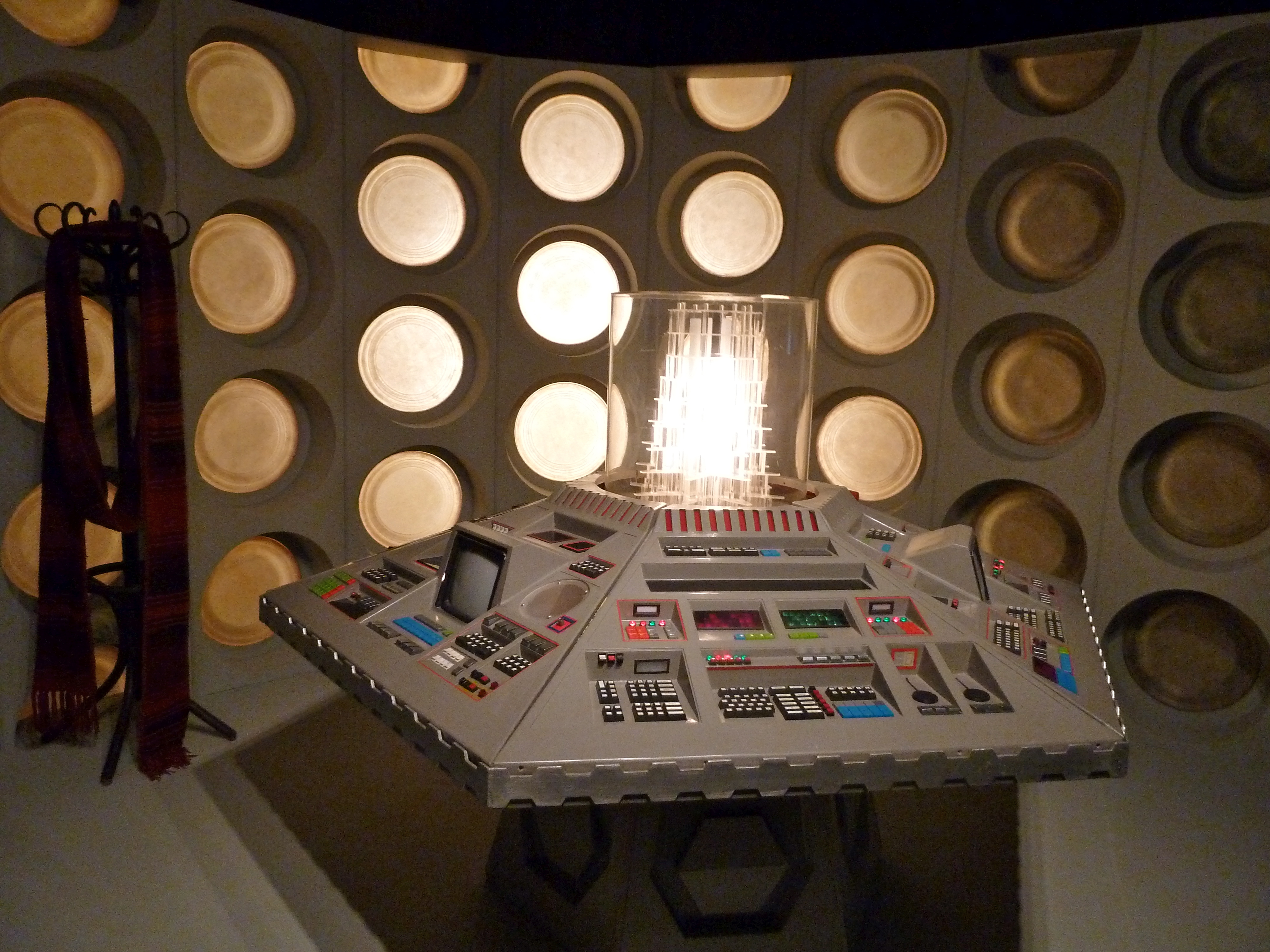
Sous le Quatrième Docteur
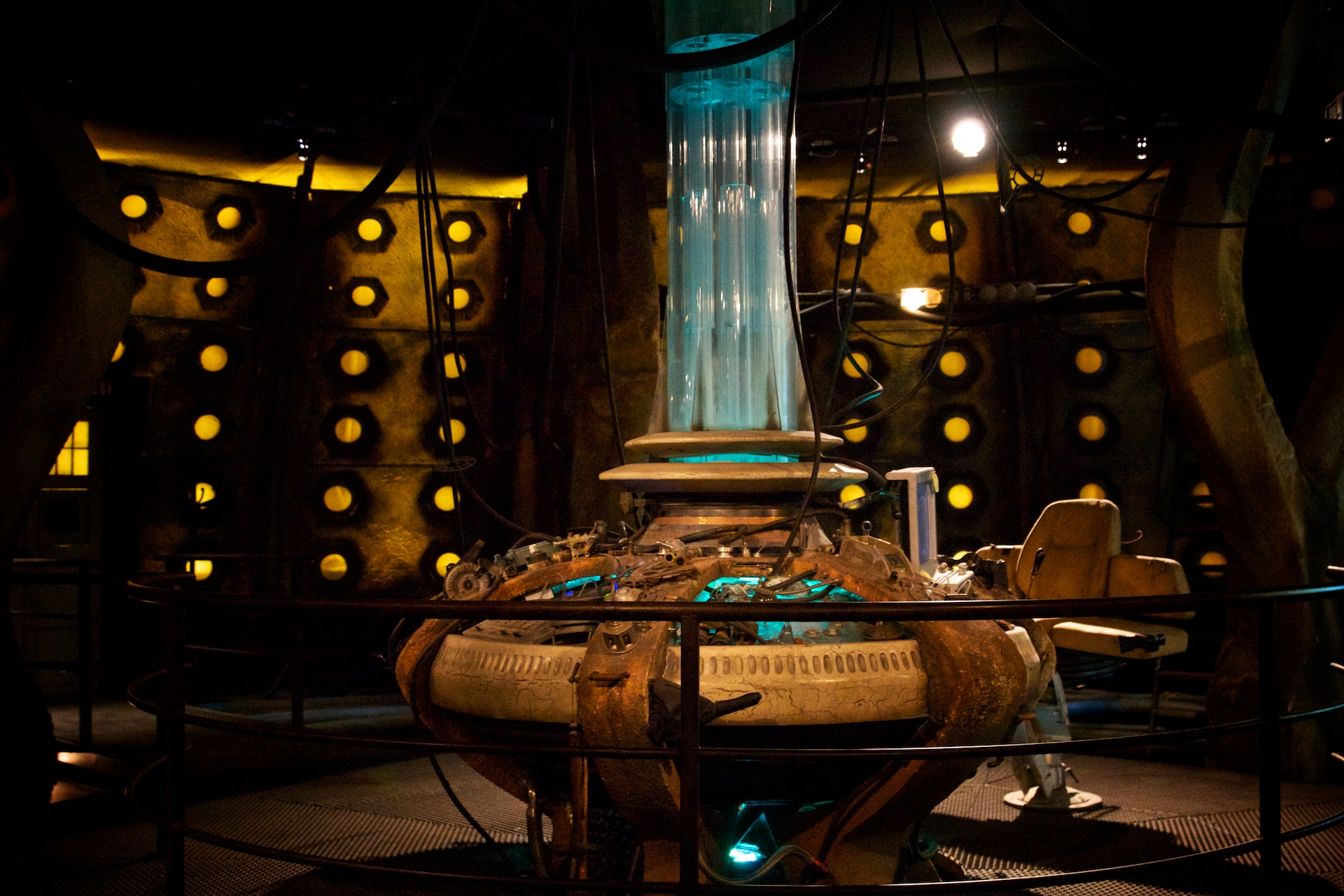
Sous les Neuvième et Dixième Docteurs
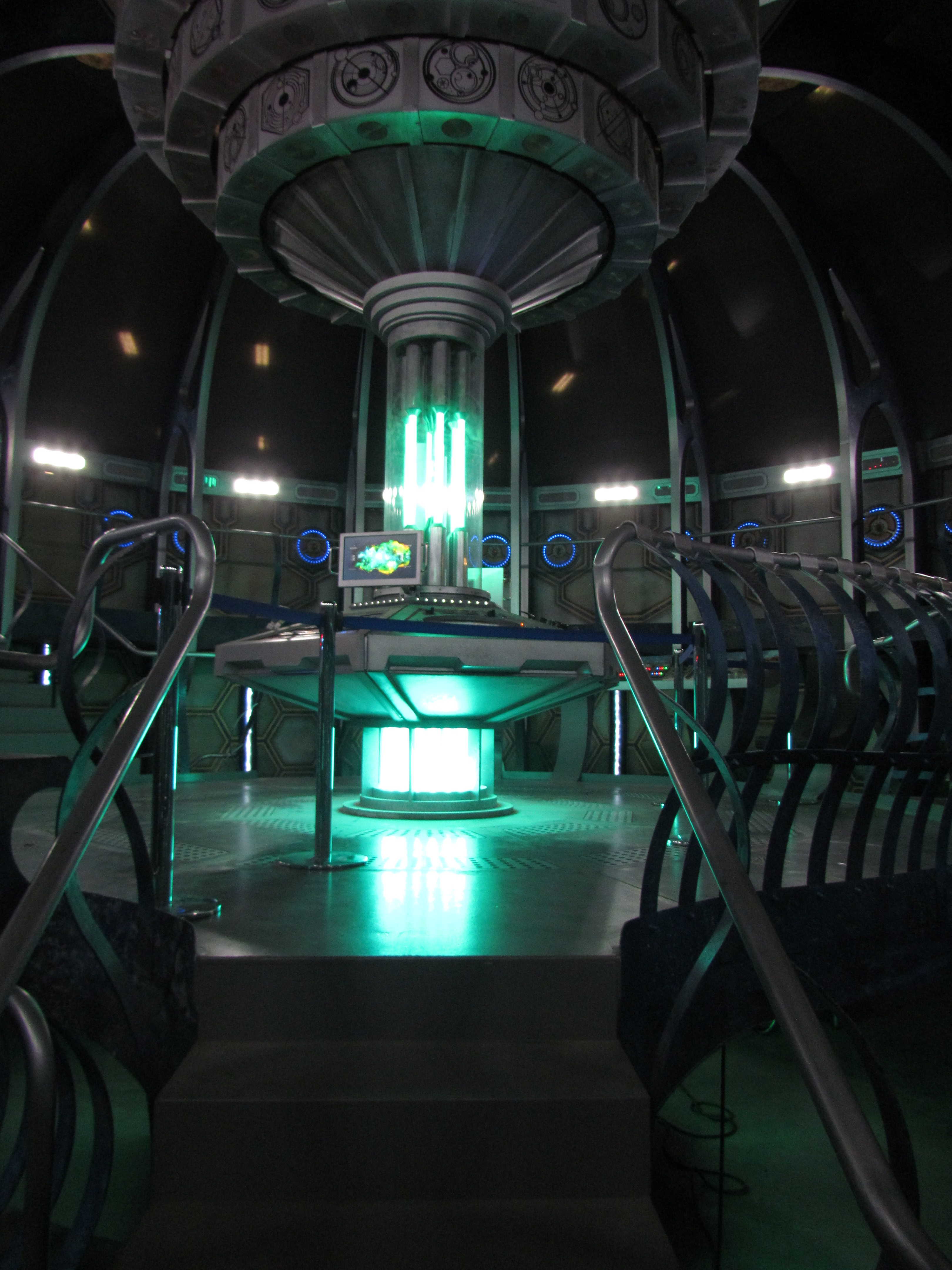
Sous le Onzième Docteur
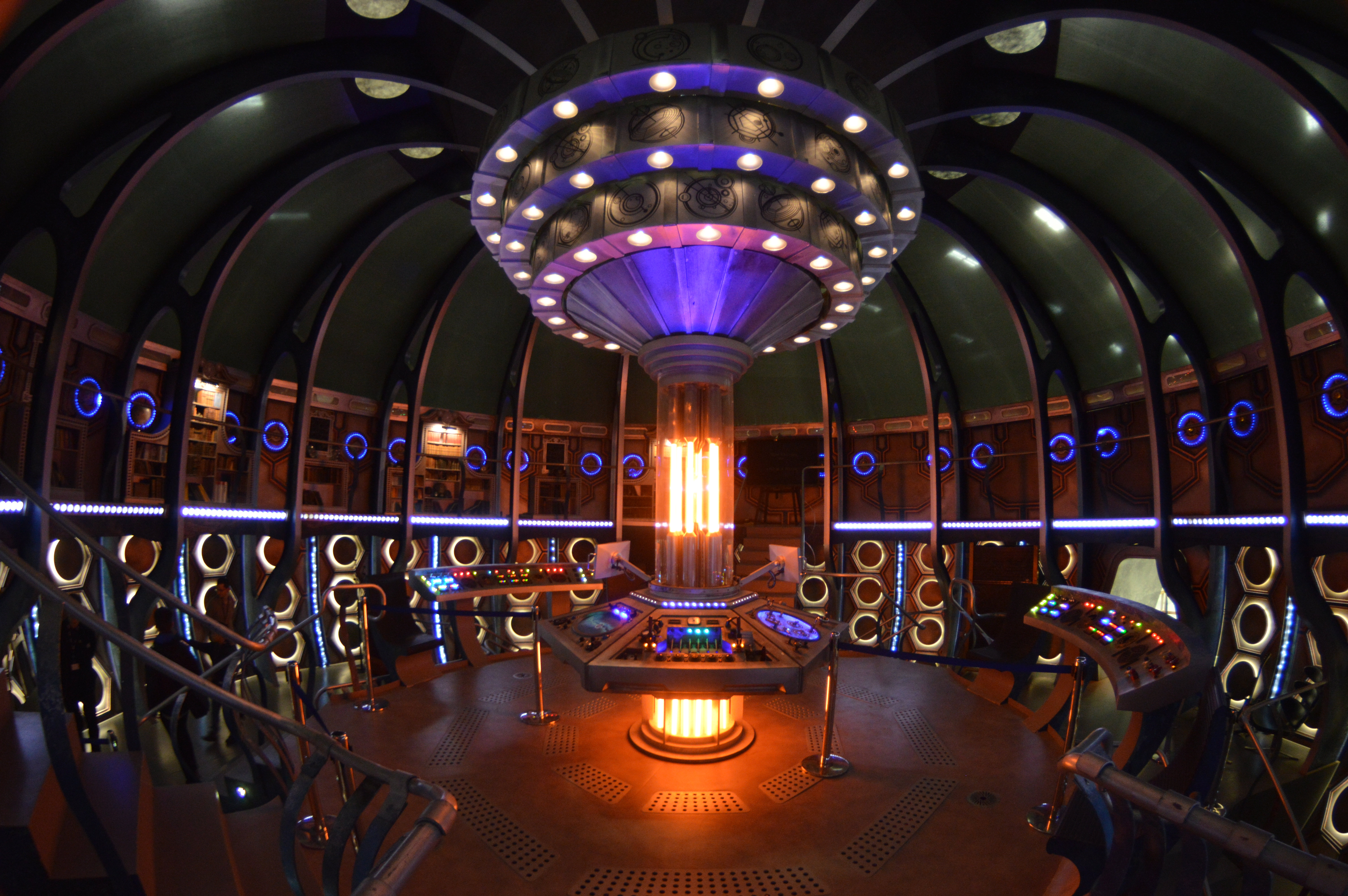
Sous le Douzième Docteur

### Fonctions particulières
L'équipement de base du TARDIS contient tous les capteurs possibles et imaginables, à commencer par les plus probables pour un vaisseau spatial : compteur Geiger, capteur de présence, analyseur atmosphérique, caméra externe, etc. Il est à noter que le TARDIS contient également tout le confort d'un habitat classique, chambres, salon, cuisine, téléphone opérant dans tous les espaces-temps connus entre autres.
Petite note sur la caméra externe : dans l'ancienne série, elle était utilisée avant presque toutes les sorties des personnages du TARDIS et l'image s'affichait sur un grand écran près de la console. Depuis le téléfilm et dans la nouvelle série (à cause du passage des épisodes à 45 minutes), la caméra externe n'est presque plus utilisée (même si elle est toujours présente comme vu dans Utopia où l'image s'affiche sur le petit moniteur de la console) et le grand écran a disparu. C'est cette disparition du grand écran qui a permis d'augmenter considérablement la taille de la salle de contrôle.
Mais cette disparition a également des inconvénients, car certaines situations qui étaient évitées par l'usage de la caméra externe sont maintenant possibles. Par exemple, dans le téléfilm de 1996, le Docteur matérialise le TARDIS à San Francisco et sort tranquillement avant de se rendre compte au dernier moment qu'il se trouve en plein milieu d'une fusillade de rue. Le grand écran est réapparu temporairement pour les saisons 5 à 7 (part. 1) de la série moderne, il a disparu une nouvelle fois, de la saison 7 (part.2) à la saison 10, puis est revenu à partir de la saison 11 sous la forme d'un hologramme, avant de retourner sous la forme d'un écran mural dans l'épisode de la saison Les bébés de l'espace de la nouvelle série sur Disney+.
Dans la 1re partie de The Creature from the Pit (1979), on apprend que le TARDIS est équipé d'un récepteur d'urgence 3e génération, que le Docteur a débranché parce qu'il le considère inutile (permet de correspondre avec Gallifrey).
Dans la nouvelle série de 2005, le TARDIS offre un champ de traduction permettant de comprendre n'importe quel langage. Parfois, il ne fonctionne pas pour diverses raisons non systématiquement expliquées, ou parce que le langage est trop ancien. Il semble que le champ de traduction du TARDIS du Docteur ne puisse marcher que lorsque ce dernier est conscient ; dans l'épisode L'Invasion de Noël, Rose ne comprend pas le langage alien des Sycorax tant que le Docteur est inconscient. À savoir que cette capacité du TARDIS n'était pas présente en tant que telle dans la genèse de la série, mais s'est imposée par la force des choses. Dans les premières saisons de Doctor Who, jusqu'à l'épisode de 1976 The Masque of Mandragora, toutes les personnes de quelque époque ou planète que ce soit parlaient anglais, sauf quand le scénario l'exigeait comme dans l'épisode Marco Polo de la première saison ou encore The Aztecs où les personnages font des messes basses dans leur langue sans être compris par le Docteur ou ses compagnons.
Le TARDIS possède un verrou inviolable, un bouclier de protection, et est aussi très résistant aux attaques, ce qui en fait une très bonne cachette temporaire. Toutefois, lors de l'épisode Une croisière autour de la Terre qui inaugure la 4e saison de la nouvelle série, le Docteur ayant baissé le bouclier, le TARDIS entre en collision avec un vaisseau de croisière interstellaire (nommé par ailleurs le Titanic). Le vaisseau va jusqu'à s'encastrer à l'intérieur du TARDIS en détruisant la paroi, ce que répare le Docteur en quelques secondes (probablement en inversant le cours du temps, avec une manette de commande manuelle). Dans l'ancienne série, la serrure inviolable du TARDIS causa quelques mésaventures au Docteur, par exemple dans l'épisode The Sensorites où les sus-nommés Sensorites retirèrent le canon de la serrure du TARDIS, empêchant ainsi le Docteur de retourner à l'intérieur.
Le TARDIS émet un filtre de perception qui empêche les simples badauds de lui prêter une attention particulière, remplaçant ainsi en quelque sorte le système Caméléon. Cependant, comme tous les filtres de perception dans la série, il n'est plus efficace à partir du moment où la personne est réellement déterminée à voir ou à trouver le TARDIS, ou si elle sait ce qu'il est vraiment. Dans l'épisode Que tapent les tambours, le Docteur fabrique avec des clés du TARDIS et des puces synchronisées sur le réseau Archange un mini filtre de perception, afin de ne pas être aperçus par les utilisateurs de ce réseau. Le TARDIS émet aussi plusieurs champs parasites propres, dont une odeur. Habituellement discret, certaines opérations comme son remplissage à proximité d'une faille peuvent provoquer des singularités remarquables, parfois à distance ; ceci permet à certains amis et ennemis de le localiser à distance.
Le TARDIS est plus ou moins vulnérable et détectable selon son activité.
Le TARDIS possède un champ de protection, une sorte de bulle qui le protège de la plupart des agressions ; son activation est temporaire. Il ne possède aucune arme offensive à proprement parler ; mais une déformation de certains champs peut s'avérer nuisible pour d'autres systèmes. Le champ de protection protège à la fois des agressions de type militaire (À la croisée des chemins), et maintient l'atmosphère interne (et à une certaine distance autour du TARDIS) quand la porte est ouverte dans l'espace (La Bête des bas-fonds). Dans l'ancienne série, ce champ de force n'existait pas et si les portes s'ouvraient par malheur pendant l'atterrissage, tout pouvait arriver, comme dans l'épisode Planet of Giants où le TARDIS et ses occupants furent miniaturisés à raison de trois centimètres de haut à cause de l'ouverture des portes.
Dans l'ancienne série, le TARDIS disposait de doubles portes. Lorsqu'on est à l'extérieur, les premières portes s'ouvrent manuellement et les secondes automatiquement. Lorsqu'on est à l'intérieur, il faut actionner un levier sur la console pour ouvrir les premières portes, puis ouvrir manuellement les secondes. La présence de ces doubles portes permettait d'expliquer pourquoi l'intérieur du TARDIS apparaissait tout noir lorsque les portes extérieures étaient ouvertes. Les doubles portes ont disparu dans la nouvelle série, car les effets spéciaux permettent désormais d'incruster l'image de l'intérieur du TARDIS lorsque les portes sont ouvertes.
Le TARDIS possède un mécanisme de communication universel, permettant entre autres de passer des communications téléphoniques à travers le temps et l'espace. Ainsi, un téléphone portable modifié peut passer des appels de manière illimitée vers la Terre des années 2000, depuis n'importe quel endroit de l'univers, à n'importe quelle époque. À partir de la saison 5 de la nouvelle série, il dispose d'un téléphone filaire intégré dans la console de contrôle. Comme vu dans Drôle de mort, le TARDIS possède également un téléphone dans une boite située sur la porte gauche de la cabine, néanmoins ce téléphone n'est alors pas relié à quoi que ce soit. À partir de Enfermés dans la toile, ce téléphone fonctionne, et le Docteur n'utilise que celui-là.
Le TARDIS dispose d'un système gravitationnel propre. Ses passagers se tiennent debout, à la verticale de son sol, même quand il se trouve incliné par rapport à la planète qu'il survole, ou a fortiori dans un satellite, ou dans l'espace. Cela s'explique probablement par la masse extraordinaire qui se trouve dans les bas-fonds du vaisseau (géante rouge stabilisé dans l'oeil de l'Harmonie...)
Chose tout à fait particulière, au début de la série en 1963, le Docteur n'avait pas d'emprise sur la destination du TARDIS, il essayait tant bien que mal de rejoindre une époque ou un lieu précis, mais se trompait toujours d'une centaine de kilomètres ou d'un ou deux siècles. C'était sûrement dû au fait que le Docteur ayant volé le TARDIS à son peuple, il ne savait pas encore comment le faire fonctionner correctement. D'ailleurs, on apprend dans l'épisode Le Seigneur des Rêves que le Docteur avait jeté le manuel du TARDIS dans une Supernova car il n'était « pas d'accord » avec ce qui y était écrit.
Il est vu dans L'impossible Astronaute que le TARDIS peut se rendre invisible et cela pendant un bon moment.
L'épisode L'Âme du TARDIS apporte quelques éclaircissements au sujet du TARDIS. Dans cet épisode, le TARDIS est incarné : sa partie non mécanique, son âme (sa conscience) est placée dans le corps d’une femme. À différentes occasions le TARDIS affirme sa nature féminine. Elle se présente au Docteur en dévoilant sur sa nature un certain nombre de choses au spectateur :
- Elle était déjà une antique pièce de musée quand le Docteur l'a volée. Dans The Invasion of Time (part. 6) de 1978, un Sontarien s'étonne de l'obsolescence du TARDIS ; le Castellan de Gallifrey lui explique alors que ce modèle (le type 40) n'est plus utilisé depuis des siècles. Au cours du même épisode, la Gallifreyenne Rodan demande au Docteur pourquoi il n'utilise pas un TARDIS moderne de type 786 au lieu de son type 40 complètement dépassé. Il lui répond que les modèles récents n'ont aucune personnalité.
- Le Docteur explique qu’elle était la seule machine temporelle déverrouillée, mais elle lui répond qu’elle ne l’était pas : elle s’est déverrouillée pour le Docteur, et dit avoir volé le Docteur car elle avait envie de voir l’univers et surtout elle n’a pas l’intention de le rendre.
- La première fois qu’il a touché la console du TARDIS, le Docteur a dit qu’elle était la plus belle chose qu’il ait jamais connue.
- Le TARDIS n’a pas détruit ou transformé l’ancienne salle de contrôle, en fait elle en a accumulé trente par sauvegardes. Le Docteur affirme qu’il n’a changé la salle de contrôle que douze fois, ce qui nous apprend que le TARDIS a la capacité d’archiver quelque chose appartenant à son propre futur: il reste donc logiquement une quinzaine de salles de contrôles à venir.
- Les espèces vivantes contenues dans les pièces lors de leurs destructions sont automatiquement envoyées dans la salle de contrôle principale du TARDIS.
- Cet épisode de la série précise encore la relation existante entre le Docteur et son TARDIS, TARDIS qui apprécie d’ailleurs d’être appelée « sexy », « little sexy thing » ou encore « old girl ». Le Docteur demande d'ailleurs son nom au TARDIS ; ce dernier ne répond pas (il n'en a probablement pas), mais rappelle que le Docteur lui avait donné un nom, qu'il n'utilisait que lorsqu'il était seul avec : « Sexy ».

Le TARDIS semble posséder les mêmes « dons » que la race des Seigneurs du Temps : il peut se régénérer et changer son aspect intérieur et voir « Ce qui se passe, ce qui s'est passé et ce qui pourrait se produire », il peut aussi si l'on regarde son cœur transmettre ces « dons » comme dans À la croisée des chemins, ou faire régresser un être à l'état d'œuf (L'Explosion de Cardiff). La saison 6 nous apprend aussi qu'un enfant conçu dans le TARDIS possède les mêmes dons qu'un Seigneur du Temps : en effet, c'est l'exposition au vortex du temps qui donne aux Seigneurs du Temps leurs dons de régénération et de perception temporelle si particuliers.
Le TARDIS peut fuir lorsqu'il se sent en grand danger, et ne revenir que lorsque le danger est écarté, même si le Docteur n'est pas à son bord (Aux Confins de l'Univers).

### Fonctionnement
Voyager dans le TARDIS est très mouvementé. À la base, les TARDIS sont conçus pour être pilotés par six personnes. Dans La Fin du voyage, il est effectivement piloté par six personnes : le Docteur, Martha Jones, Sarah Jane Smith, Mickey Smith, Rose et le capitaine Jack Harkness.
Cela dit, dans la première partie du double épisode Le Labyrinthe des Anges, River Song démontre au Docteur que le pilotage du TARDIS peut être très stable, grâce à la fonction « stabilisateur » (que le Docteur qualifie immédiatement d'ennuyeuse), et que le bruit que fait le TARDIS est dû au fait que le Docteur laisse le frein en marche lorsqu'il le pilote. Dans L'Heure du Docteur, Tasha Lem pilote également le TARDIS, seule et sans aucune difficulté.
Le TARDIS se déplace le long de certaines « lignes temporelles », et doit respecter certaines contraintes lors de ses déplacements, qui lui font consommer de l'énergie. Néanmoins, le TARDIS peut dématérialiser des salles pour regagner de l'énergie (vu dans l'épisode L'Âme du TARDIS). Il peut entrer en collision avec d'autres vaisseaux lors de ses déplacements ; un bouclier l'en protège, mais lorsque le bouclier tombe en panne, des accidents peuvent survenir. Lorsque le TARDIS enfreint certaines règles (à la suite d'une erreur de manipulation, ou lorsqu'on l'y contraint), il se retrouve dans des états paradoxaux, interdits, qui créent de fait des situations incongrues, comme dans les épisodes Space et Time, où il atterrit à l’intérieur de lui-même (l'extérieur du TARDIS étant devenu également l'intérieur). Il est censé pouvoir ne se déplacer que dans l'univers où il a été créé ; il devrait être incapable de franchir le « Voïd » (néant) séparant les univers parallèles (mais toutes les règles ont des exceptions : par exemple dans Le Règne des Cybermen où un dysfonctionnement du TARDIS l'envoie dans un autre univers). Si jamais le TARDIS réussissait le passage, il deviendrait totalement inutilisable, car il ne serait plus capable d'accéder au Vortex temporel, l'univers n'étant plus le même. Toutefois, le Docteur dit que les Seigneurs du Temps savaient comment voyager en toute sécurité dans les autres univers, bien qu'ils ne s'y attardent pas.
Il existe un lien télépathique entre le Docteur et son TARDIS, auquel Davros fait référence dans l'épisode La Fin du voyage.
Quelques contraintes de son déplacement :
- il doit suivre certaines lignes temporelles (s'il s'en éloigne, il crée des paradoxes).
- il consomme de l'énergie temporelle.
- il ne peut se trouver au même endroit et au même moment que lui-même (à deux âges différents), ce qui pose des problèmes puisqu'il doit se déplacer selon des lignes prédéfinies, il est donc amené à devoir se croiser.
- il ne peut pas franchir le « Voïd » de lui-même, ce qui l'empêche de passer dans des mondes parallèles.
- il ne peut pas aller avant le début de l'univers, ni après sa fin vers l'an 100 billions, et non 100 billiards comme dit en version française à la suite d'une erreur de traduction comme dit dans l'épisode Utopia.

## Autres détails
La compagne du Docteur dans l'épisode de Noël Une croisière autour de la Terre (Voyage of the Damned) est une jeune femme nommée Astrid Peth, incarnée à l'écran par Kylie Minogue. Son prénom est une anagramme de TARDIS, et son nom, en vieux gallois, signifie « partie ».
Dans la nouvelle série, le Docteur a la capacité d'ouvrir les portes du TARDIS d'un claquement de doigts. Il découvre cela par River Song dans la saison 4, dans le double épisode Bibliothèque des ombres. Il le fait également dans l'épisode 1 de la saison 5 Le Prisonnier zéro et Clara le fait dans l'épisode spécial 50 ans, Le Jour du Docteur.
Dans l'épisode de Noël 2008, Cyber Noël (The Next Doctor), l'homme qui pense être le Docteur (incarné par David Morrissey), possède également un TARDIS qui s'avère être une montgolfière. L'acronyme TARDIS signifie cette fois Tethered Aerial Release Developed In Style (Transport Aérien Révolutionnaire Développé avec Infiniment de Style).
Dans l'épisode La Prophétie de Noël (2009), le Docteur peut ouvrir et fermer le TARDIS à distance et en faisant émettre à ce dernier un petit « bip » comme on le ferait pour une voiture.
Dans l'épisode 5 de la saison 7 Les Anges prennent Manhattan, on peut voir le Docteur se recoiffer dans un « miroir » qui est en fait la plaque de construction du TARDIS, sur laquelle est indiquée l'usine de construction : Rolls Royce Motors, Crewe, England. Toutes les autres données n'ont pas été remplies...
Sur la porte du Tardis, on peut lire pull to open, littéralement « tirer pour ouvrir », mais dans la série, le docteur ouvre toujours la porte en poussant. Lorsque le Tardis personnifié lui fait remarquer dans l'épisode L'Âme du TARDIS, il explique qu'après presque 1000 ans d’existence, il se donne le droit d'ouvrir les portes comme il le souhaite.